# Catende
Catende é um município brasileiro do estado de Pernambuco. Catende fica a 142 km de Recife, na Mesorregião da Mata Pernambucana. O município é formado pelo distrito-sede de Catende, e pelos distritos de Roçadinho e Laje Grande.

## História
Parte das terras da região foram doadas pelo Imperador Dom Pedro II ao Senador Álvaro Barbalho Uchôa Cavalcanti. Aos poucos as terras foram sendo vendidas, originando os primeiros sítios e engenhos de cana-de-açúcar. Os registros do povoamento datam de 21 de outubro de 1863, a partir da presença do capitão Levino do Rêgo Barros. Onze anos depois, surge a primeira feira da localidade, o que atraiu novos moradores. Por iniciativa do capitão Levino, a ferrovia Estrada de Ferro do Sul e Pernambuco também chega à região.
A cidade de Catende surgiu em torno do engenho de açúcar chamado Milagre da Conceição. O distrito, pertencente ao município de Palmares, foi criado a 28 de novembro de 1892, pela lei municipal nº 02. Foi elevado à categoria de vila, através de lei estadual, a 1 de julho de 1909.
Seu primeiro prefeito foi João da Costa Azevedo.
O Município foi criado a 11 de setembro de 1928, desmembrado de Palmares e acrescido de uma faixa de terra que pertencia ao município de Bonito (Pernambuco). O nome Catende tem duas versões: a corruptela de "Katendi" do africano que significa lagartixa, ou "Caatendi" do indígena, mato brilhante ou o que resplandece. Segundo alguns entendidos, esta última é a mais aceita.

### A Usina Catende
Está situada no município de Catende, na margem esquerda do rio Pirangi, numa altitude de 153 metros. Fundada, em 1890, com o nome de usina Correia da Silva, em homenagem ao então vice-governador do Estado. Foi originalmente construída pelo inglês Carlos Sinden e seu sogro Felipe Paes de Oliveira. Esse nome, no entanto nunca se consagrou, sendo a usina sempre chamada de Catende.
Em 1892, passou a ser usina Catende, construída no antigo engenho Milagre da Conceição, fundado em 1829.
A Usina não teve sucesso, sendo entregue a credores, entre os quais o Banco de Pernambuco. Houve várias tentativas de exploração, mas sem resultados, até que, em 1907, foi adquirida pela firma Mendes Lima & Cia, que a reformou (1912), aumentando a sua capacidade de moagem de 200 para 1000 toneladas diárias.
Os proprietários, no entanto, eram comerciantes e não industriais. Interessava-lhes vender o açúcar e não fabricá-lo. A usina foi novamente vendida, dessa vez para a firma Costa, Oliveira & Cia.
Com a saída dos demais sócios, em 1927, a usina passou a ser propriedade do coronel Antônio Ferreira da Costa Azevedo, conhecido pelo apelido de Seu Tenente, que revolucionou toda a zona canavieira da mata sul de Pernambuco, com seu sistema técnico e administrativo, servindo de exemplo para diversas usinas da região.
Em 1929, a usina era considerada a maior do Brasil em produção e capacidade. Possuía 43 propriedades agrícolas, uma via férrea de 140 quilômetros, 11 locomotivas e 266 vagões. O transporte da cana e seus produtos era feito pela Great Western.
Tinha capacidade para processar 1.500 toneladas de cana e fabricar 4.000 litros de álcool em 22 horas. Na época da moagem trabalhavam na fábrica cerca de 700 operários.
Possuía uma vila operária com 200 casas, uma Caixa de Beneficência e mantinha uma escola com freqüência média anual de 50 alunos.
Quando morreu, em 1950, Antônio Ferreira da Costa Azevedo, o Seu Tenente, deixou a usina Catende com uma capacidade industrial para fabricação de 1 milhão de sacos de açúcar, uma destilaria de álcool anidro (a primeira do país), 36 mil hectares de terra, 165 quilômetros de estradas de ferro e 82 engenhos de cana.
Seu filho mais velho, João Azevedo, assumiu a direção da usina. Durante a sua gestão, a usina Catende absorveu a usina Pirangi e seus dez engenhos.
Em 1973, a usina Catende foi adquirida por um grupo formado por Rui Carneiro da Cunha (co-proprietário da usina Massauassu), Alfredo Maurício de Lima Fernandes e Mário Pinto Campos. Este último, alguns anos depois, vendeu sua parte para Inaldo Pereira Guerra, comerciante de açúcar no Recife e criador de gado em Gravatá.
Entre 1922 e 1993 a usina Catende mudou sua razão social para Companhia Industrial do Nordeste Brasileiro.

### A Lenda da Mulher da Sombrinha
O primeiro registro dessa história é do ex-prefeito Renato Buarque de Macedo, que escreveu, nos anos 1940, sobre a aparição de uma mulher que assustou um ferreiro chamado José Leandro: “… lenda ou cousa que valha de uma certa visão que aparecia à noite no povoado, e que foi o terror dos notívagos e seresteiros, como ele José Leandro. Tratava-se de uma figura de mulher vestida de branco, cabelos soltos que, de preferência, andava na Rua do Craveiro, hoje 15 de novembro”.
O historiador catendense Eduardo Menezes conta também que os operários do último turno costumavam ficar nas imediações da Usina Catende, por volta da meia-noite, e que então uma loira esplendorosa, com uma sombrinha na mão e uma vestimenta do século XVIII, passava por eles. Eles acabavam indo atrás dela até o cemitério, completamente seduzidos. Alguns dizem que eles amanheciam o dia sozinhos em cima de uma lápide. Outros, que ela desaparecia diante dos olhos deles na frente do cemitério. E há ainda quem diga que ela não passava, na realidade, de uma mulher que escolhera um cenário pouco usual e acima de qualquer suspeita para trair o marido. Fantasma ou traidora, a Mulher da Sombrinha mexe com a imaginação da cidade e faz muitos foliões aguardarem ansiosos no portão do cemitério pela sua saída – no caso, do bloco que leva seu nome.

### Situação Atual
Desde a década de 1990, com o fim das atividades do IAA (Instituto do Açúcar e do Álcool), mais de 18 usinas encerraram suas atividades na Zona da Mata Sul de Pernambuco. A Usina Catende passou por grandes dificuldades financeiras, muitas delas apontadas como resultantes da transição traumática com o fim do IAA, os baixos preços do açúcar e do aumento dos custos trabalhistas. Esse decréscimo de atividade levou à demissão de 2.300 funcionários que buscaram nos sindicatos rurais apoio para conseguirem resgatar seus direitos. Em 1993, houve uma enorme paralisação na região. Dessa paralisação foi formada, em negociação com os credores da usina (como o Banco do Brasil) e com os próprios trabalhadores (representados pela FETAPE e os STRs da região), uma cogestão para manter a Usina moendo.
Como desdobramento desse processo, Catende tornou-se o primeiro caso onde uma Usina teve sua falência decretada pela justiça a partir de pedido dos próprios trabalhadores. Dessa falência, em comum acordo e esforço do Poder Judiciário de Pernambuco, a Usina Catende estabeleceu-se como o maior projeto de autogestão e economia solidária do Brasil. Hoje, cerca 4.000 famílias, nos aproximadamente 26.000 hectares, vivem no maior assentamento coletivo (Assentamento Governador Miguel Arraes) de distribuição de terra que se tem notícia no país. E o INCRA, em conjunto com a Cooperativa Harmonia, formada por esses trabalhadores coordena as terras antes pertencente a Usina, e a indústria que é uma massa falida continua no controle da justiça. Nos últimos anos, a usina vem passando por dificuldades, e apesar dos constantes aportes de capital feitos pelo Governo Federal, a gestão atual não está conseguindo tirar a empresa do vermelho. Deste modo, está sendo cogitada a proposta de que a Petrobrás possa assumir a Usina Catende. Em 2012 foi realizado um leilão para a venda do parque industrial da Usina Catende. Um empresário estrangeiro foi contemplado com um lance de cerca R$ 60.000.000,00. Até o início de 2013 a indústria estava inativa. Somente operando o serviço de vigilância patrimonial.

### A Matriz de Nossa Senhora Sant´Anna
A cidade de Catende cresceu não só ao entorno da usina, mas principalmente da Matriz de Nossa Senhora Sant'Anna, tendo sua torre se confrontando ao fundo com a serra da Prata, cartão postal da cidade e orgulho dos catendenses.
Seu primeiro pároco foi o vigário Lagreca, um italiano pertencente à Arquidiocese de Olinda e Recife.
A paróquia de Catende fora entregue aos cuidados dos padres da Congregação dos Sacerdotes do Sagrado Coração de Jesus, Congregação de fundação holandesa. Portanto, após o vigário Lagreca, durante cinquenta anos, a vida espiritual dos catendenses esteve confiada aos padres holandeses, tendo com os últimos os padres João Antonio Maria Schijlen (in memorian) e André Albert Johann Coopman (in memorian), ambos dedicando-se, além da vida espiritual dos catendenses, à ampliação da matriz de Sant'Anna e à construção da casa paroquial.

## Geografia
Localiza-se a uma latitude 08º40'00" sul e a uma longitude 35º43'00" oeste, estando a uma altitude de 168 metros. Sua população estimada em 2010 era de 37.830 habitantes.
Possui uma área de  207 km².
Catende possui duas Reservas Particulares do Patrimônio Natural: as áreas florestais dos engenhos Jussaral e Bicho Homem, pertencentes à destilaria São Luiz. São ao todo somando 421 hectares com grande diversidade de espécies. Na flora, destacam-se o pau d'arco, o murici e o jacarandá. Na fauna, espécies como o lobo-guará ou cachorro do mato, o bicho-preguiça e o tatu habitam a mata, que também abriga nascentes d´água.

## Política
Em junho de 2016, o ex prefeito Otacílio Cordeiro (PSB) foi preso, durante a Operação Tsunami da Polícia Civil, acusado de liderar uma organização criminosa suspeita de fraude, corrupção, lavagem de dinheiro. Além dele foram presas outras dez pessoas, incluindo seu filho Ronaldo Cordeiro, secretário de finanças do município e a nora, Andreza Paes. Depois de quinze dias, o vice-prefeito Josibias Cavalcanti (PSD) assumiu o cargo, depois de entrar na justiça para evitar que a câmara municipal prorrogasse a licença concedida ao prefeito que continuava preso.
Após assumir a prefeitura de Catende em julho de 2016, O prefeito interino Josibias Cavalcanti (PSD) tentou reeleição no mesmo ano, obtendo êxito contra a candidata Danda de Otacílio (PSB), afilhada política do ex-prefeito Otacílio Cordeiro.
Em abril de 2018, Josibias Cavalcanti (PSD) foi afastado de suas funções, sendo alvo da Operação Gênesis, suspeito de integrar um grupo criminoso que desviou recursos públicos da gestão municipal  De acordo com o Ministério Público de Pernambuco (MPPE), o esquema era liderado pelo seu filho, então Secretário de Governo, Alexandre Cavalcanti.

## Lenda mais famosa
"A Mulher da Sombrinha"
Catende, 1940
Quando o relógio batia meia noite, os operários da usina Catende, voltavam para suas casas, só que um dos operários, viu uma mulher descalça, bela andando pelas ruas de Catende.
Ele seguiu ela e quando reparou, estava na frente do cemitério.
No dia seguinte, outro operário viu a misteriosa mulher no caminho dormiu, e quando acordou, estava no túmulo da mulher.
Hoje em dia, com a usina falida, a mulher da sombrinha vaga a meia-noite pela cidade.
Em 1983, um Grupo de amigos, improvisou uma boneca gigante para representar a misteriosa mulher, hoje em dia, o bloco da mulher da sombrinha, é a prévia de carnaval mais conhecida de Catende.

## Esporte
A cidade de Catende já possuiu um clube no Campeonato Pernambucano de Futebol, o Usina Catende Futebol Clube, que jogava de mandante no estádio Anteógenes Chaves. Outro clube foi o Leão XIII Futebol Clube.